# Oedipina petiola
Oedipina petiola es una especie de salamandra endémica de Honduras. Solo se conoce de un único espécimen, no se ha visto desde 1995 y posiblemente esté extinto.

## Taxonomía
Oedipina petiola se describió en 2011 y se considera un taxón hermano de Oedipina gephyra . Su epíteto específico, petiola, proviene de la palabra latina petiolus, que significa pie diminuto, en referencia a los pies pequeños y estrechos de las especies. 

## Descripción
Oedipina petiola es un miembro de su género de tamaño moderado, con un holotipo de 42 cm de largo. Su lado dorsal es de color negro azabache, mientras que su lado ventral es ligeramente más pálido. Se distingue de las especies hermanas por la falta de marcas pálidas en la cabeza, la menor cantidad de surcos costeros y sus característicos pies pequeños y estrechos. 

## Hábitat y distribución
La especie se conoce solo de su localidad típica, el Parque Nacional Pico Bonito en Honduras. Se cree que es endémica del parque. El único espécimen conocido se recolectó debajo de un tronco en un bosque nuboso primario de hoja ancha. 

## Historia y conservación
El único espécimen conocido de Oedipina petiola fue recolectado el 18 de febrero de 1995. Múltiples estudios de anfibios en el sitio desde entonces no han podido encontrar más especímenes y en 2019, la UICN lo incluyó como En Peligro Crítico y posiblemente extinto. Se cree que está amenazado por enfermedades y pérdida de hábitat. Las investigaciones han demostrado que los bosques nubosos en los que habitan estas salamandras corren un mayor riesgo de verse afectados negativamente por el cambio climático. Además, se sabe que su localidad típica es susceptible a deslizamientos de tierra.